# شوليه باي دي لوار 2023
شوليه باي دي لوار 2023 هو سباق دراجات هوائية، وهو الموسم الرابع والأربعين من شوليه باي دي لوار، وأقيم في 19 مارس 2023.
فاز بالمركز الأول Laurence Pithie ‏، وفاز بالمركز الثاني أنتوني بيريز، وفاز بالمركز الثالث لورينزو مانزين.

## الفرق
| فرق عالمية (4)- AG2R Citroën Team - Cofidis - Groupama-FDJ - Arkéa-Samsic فرق برو (7)- TotalEnergies - سبورت فلاندرين بالويس ‏ - أوسكالتيل أوسكادي 2023 ‏ - برجس بي إتش 2023 ‏ - سويس ريسينغ أكادمي 2023 ‏ - Human Powered Health - بولتون إكوتيز بلاك سبوك برو سايكلنج 2023 ‏ فرق قارية (8)- CIC U Nantes Atlantique ‏ - إتش بي بي تي بي – أوبير 93 ‏ - Nice Métropole Côte d'Azur ‏ - Team Ecoflo Chronos ‏ - بي إتش إس - بل بيتون بورنهولم 2023 ‏ - سوبرانو هام ايزوريكس 2023 ‏ - Philippe Wagner–Bazin ‏ - فريق تطوير امبلر ‏ |  |
| |  |

## التصنيف العام النهائي
| التصنيف العام | التصنيف العام      | التصنيف العام               | التصنيف العام | التصنيف العام |
| العداء        | العداء             | الفريق                      | الوقت         |               |
| ------------- | ------------------ | --------------------------- | ------------- | ------------- |
| 1             | Laurence Pithie ‏   | Groupama-FDJ                | 4 س 46 د 16 ث |               |
| 2             | أنتوني بيريز       | Cofidis                     | + 0 ث         |               |
| 3             | لورينزو مانزين     | TotalEnergies               | + 0 ث         |               |
| 4             | Romain Cardis ‏     | إتش بي بي تي بي – أوبير 93 ‏ | + 0 ث         |               |
| 5             | Lindsay De Vylder ‏ | سبورت فلاندرين بالويس ‏      | + 0 ث         |               |
| 6             | Maikel Zijlaard ‏   | سويس ريسينغ أكادمي ‏         | + 0 ث         |               |
| 7             | Axel Zingle ‏       | Cofidis                     | + 0 ث         |               |
| 8             | Manuel Peñalver ‏   | برجس بي إتش ‏                | + 0 ث         |               |
| 9             | Pierre Gautherat ‏  | AG2R Citroën Team           | + 0 ث         |               |
| 10            | Cyril Barthe ‏      | برجس بي إتش ‏                | + 0 ث         |               |
|               |                    |                             |               |               |
|               |                    |                             |               |               |